# Macrochenus
Macrochenus es un género de escarabajos longicornios de la tribu Lamiini.

## Especies
- Macrochenus assamensis Breuning, 1935
- Macrochenus atkinsoni Gahan, 1893
- Macrochenus guerini (White, 1858)
- Macrochenus isabellinus Aurivillius, 1920
- Macrochenus lacordairei (Thomson, 1865)
- Macrochenus melanospilus Gahan, 1906
- Macrochenus tigrinus (Olivier, 1792)
- Macrochenus tonkinensis Aurivillius, 1920
- Macrochenus semijunctus Pic, 1944